# George Webber
George Webber   (Ipswich, 6 de desembre de 1895 - Luton, 31 de maig de 1950) va ser un atleta anglès que va competir durant la dècada de 1920.
El 1924 va prendre part en els Jocs Olímpics de París, on guanyà la medalla de plata en la prova dels 3.000 metres relleus del programa d'atletisme, formant equip amb Bernhard McDonald i Harry Johnston.

## Millors marques
- Milla. 4'23.5" (1924)[1]
- 5.000 metres. 15' 29.0" (1923)
- 10.000 metres. 32' 21.8" (1922)[2]